# Phragmipedium reticulatum
Phragmipedium reticulatum là một loài lan phân bố từ miền nam Ecuador đến Peru.